# 2013年中興航空BK-117空難
2013年中興航空BK-117墜機事件發生於2013年10月16日，中興航空一架編號B-77009的BK-117型直升機於早上6點38分自台北松山機場起飛，原本預定8點5分返航時，在飛行途中失事墜落，機上正副駕駛及玉山氣象站員工三人不幸罹難。這起飛安意外引起台灣社會的關注。

## 飛機背景
- 機型：BK-117

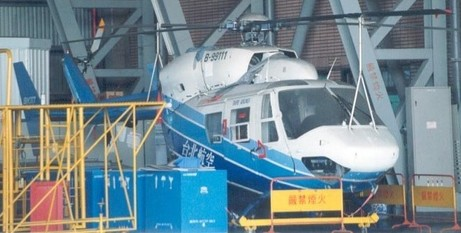
B-99111，台北航空一架BK-117型直升機

- 尺寸：飛機螺旋槳直徑11公尺、全高3.85公尺、全長9.91公尺、最大載重3350公斤，可搭載包括機組員在內共10人，巡航範圍292浬。
- 編號：B-77009
- 製造商：川崎重工業
- 產地：日本
- 出廠日期：1990年9月7日
- 飛行時數：

## 飛行組員背景
- 正駕駛張國綱（50歲）：總飛行時數3,181小時
- 副駕駛林益淇（48歲）：總飛行時數2,832小時
- 交通部中央氣象局玉山氣象站員工陳文忠（46歲）

## 航程任務
BK-117直升機6時38分從台北松山機場起飛，7時42分降落玉山塔塔加遊客中心後，先載玉山氣象站人員李姓技佐和物資飛到玉山氣象站，再載先前值班的蔡姓工友回塔塔加。7時53分完成第一趟任務，情況正常。
8時5分，第二趟載玉山氣象站工友陳文忠上山，起飛不久與塔台失聯。8時9分，墜落於距玉山氣象站臨時起降場東北方175公尺處。

## 當日氣候
當日上午玉山天氣晴朗，陣風6級，能見度30公里。

## 搜救情形
中華民國空軍嘉義水上基地救護隊上午接獲搜救任務，立即派直升機前往救援。正駕駛上尉林益興表示，第一時間抵達現場時，因有薄霧，並無發現墜落的直升機；隨後即接獲任務至內政部消防署竹山訓練中心載運5名搜救人員上山再次飛往現場，終於發現直升機墜落在玉山氣象站東北方下方的100至200公尺處，地形相當陡峭；當時天氣不錯，墜落直升機機身還算完整、並無支離破碎，周邊無燃燒跡象，沒有看見機上3人的身影。
第二架次直升機於中午12時10分左右飛抵嘉義基地，正駕駛中校陳國勝說，先後兩次飛往竹山訓練中心載運10名救援人員前往現場協助運送遺體，玉山氣象站附近氣流亂，操控不易，曾重飛一次。陳國勝指出，直升機執行吊掛的極限高度為9,600至9,700英呎，而墜落處約為1萬1,000英呎左右，加上氣流亂，無法執行吊掛任務。
陳國勝表示，玉山氣象站人員步行至陡峭的現場約1個小時，搜救人員將3名罹難人員接駁至平坦處，海鷗直升機將至現場協助運送下山。

## 關聯項目
- 空難列表

## 腳注
1. ↑  .   [2013-10-18]. （原始内容存档于2013-10-17）.
2. ↑  中興航空墜機3死 飛安會前往調查 （页面存档备份，存于） 中央廣播電臺 2013年10月16日

## 外部連結
- 飛航安全調查委員會 事故調查報告